# Hypothes.is
Hypothes.is é um projeto de software de código aberto que visa coletar comentários sobre declarações feitas em qualquer conteúdo acessível pela web, filtrar e classificar esses comentários para avaliar a credibilidade de cada declaração.
Foi resumido como "uma camada de revisão por pares para toda a Internet".
Em dezembro de 2017, Hypothes.is é o 113.770º site mais popular da Internet de acordo com Alexa.com.

## Conceito
O projeto  permite a anotação de páginas da web, utilizando comentários feitos por indivíduos e um sistema de reputação para classificação dos comentários. O plano é que os comentários sejam armazenados no Internet Archive. O uso normal é com um plug-in de navegador (Chrome) ou um bookmarklet (outros), e o plano é que os links para comentários específicos também possam ser visualizados sem a necessidade de um plug-in.

## Pessoas
O projeto é liderado por Dan Whaley, co-fundador do GetThere, que foi um dos primeiros sistemas de reserva de viagens online em 1995.
Seus assessores incluem John Perry Barlow, Charles Bazerman, Philip Bourne e Brewster Kahle.

## Projeto
Uma campanha no Kickstarter para arrecadar US$ 100.000 para financiar um protótipo funcional atingiu sua meta em 13 de novembro de 2011. O esforço é organizado sem fins lucrativos. Recebeu apoio financeiro da Shuttleworth Foundation, da Alfred P. Sloan Foundation, da Helmsley Trust, da Knight Foundation e da Andrew W. Mellon Foundation .
Em dezembro de 2015, Hypothes.is foi membro fundador de uma coalizão de editores acadêmicos, plataformas, bibliotecas e organizações de tecnologia para criar uma camada de anotação aberta e interoperável sobre seu conteúdo.